# Bentley Mark VI
Bentley Mark VI — автомобиль класса люкс, выпускавшийся  британской компанией Bentley Motors с 1946 по 1952 год. Впервые в истории марки автомобиль продавался сразу с установленным кузовом. Ранее, заказные кузова на готовое шасси́  устанавливали только сторонние фирмы.

## Описание

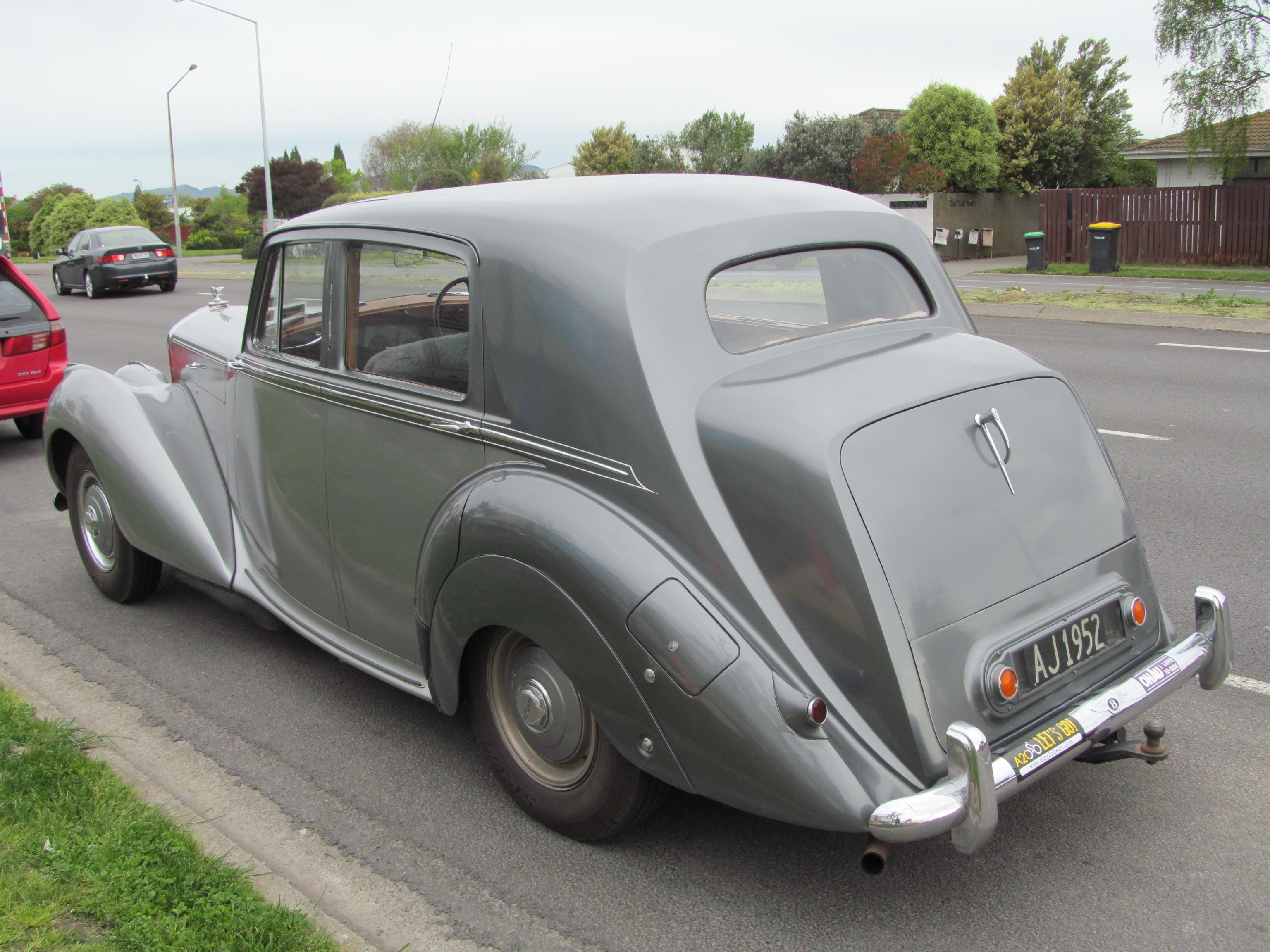
1952 Bentley MkVI с кузовом стандартный седан

Первый послевоенный Bentley был представлен в сентябре 1946 года. Названная Mark VI, новая модель была доработанной версией, так и не появившегося Mark V и использовала все его технические новшества.
Впервые в истории марки покупателю предлагался полностью собранный автомобиль. Цельнометаллический кузов типа стандартный четырёхдверный седан, изготовленный фирмой Pressed Steel Company, поставлялся в Кру, где устанавливался на шасси́, окрашивался и доукомплектовывался. Тем не менее, сторонние кузовные фирмы продолжали изготавливать заказные кузова.  
Автомобиль оснащался шестицилиндровым двигателем с верхними впускными и нижними выпускными клапанами, установленными в алюминиевой головке цилиндров. Мотор соединялся с четырёхступенчатой механической коробкой с синхронизаторами на всех передачах, кроме первой. Всё это монтировалось на достаточно современное для своего времени шасси́ с независимой пружинной передней подвеской. Вращение от двигателя передавалось с помощью кардана с промежуточной опорой на задний мост с гипоидной главной передачей. Мост крепился к раме с помощью полуэллиптических рессор и комплектовался, также как и передняя подвеска, гидравлическими амортизаторами. Барабанные тормоза на всех колёсах имели гидравлический привод передний оси и механический с усилителем для задней.
Начиная с 1951 года рабочий объём двигателя и, соответственно, его мощность возросли, что прибавило динамики автомобилю. Всего было изготовлено 4000 автомобилей с двигателем объёмом 4¼ литра, из них 832 были укомплектованы оригинальными кузовами и 1202 автомобиля с двигателем увеличенного рабочего объёма, кузовами сторонних производителей были укомплектованы 180 из них.

## Галерея

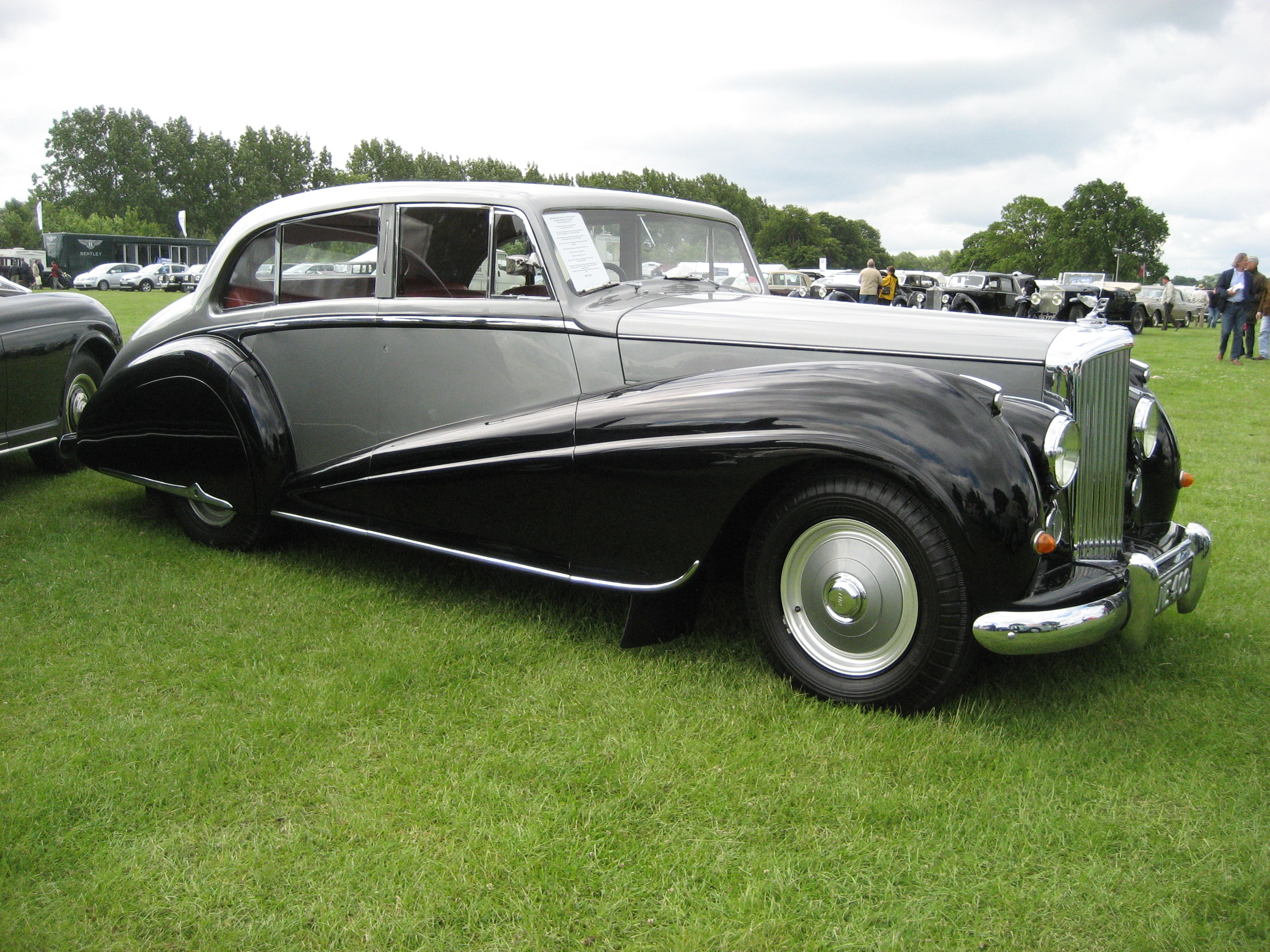
1950 Bentley Mark VI с кузовом купе производства  Park Ward
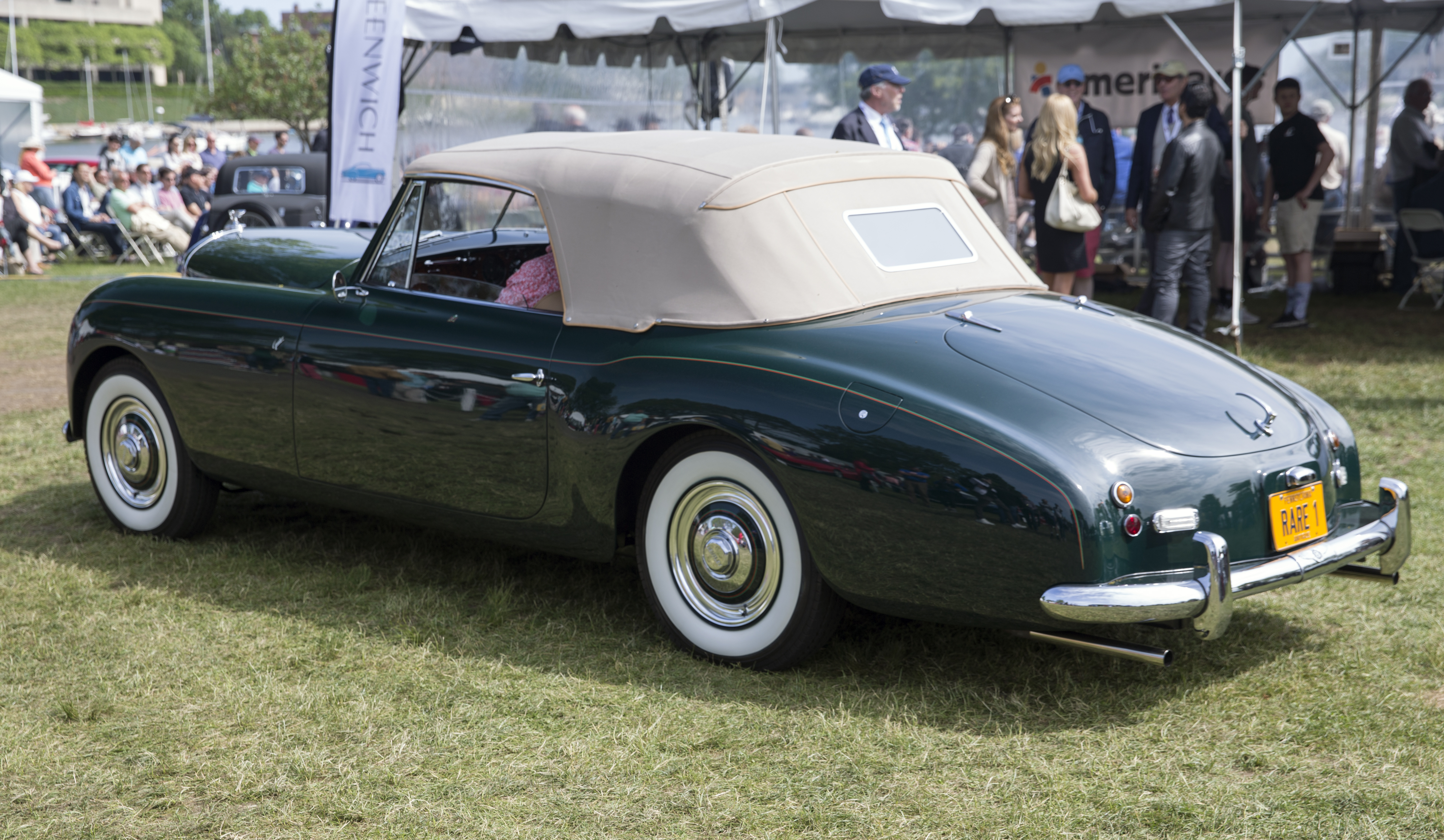
1951 Bentley Mark VI с кузовом открытое купе производства  Graber
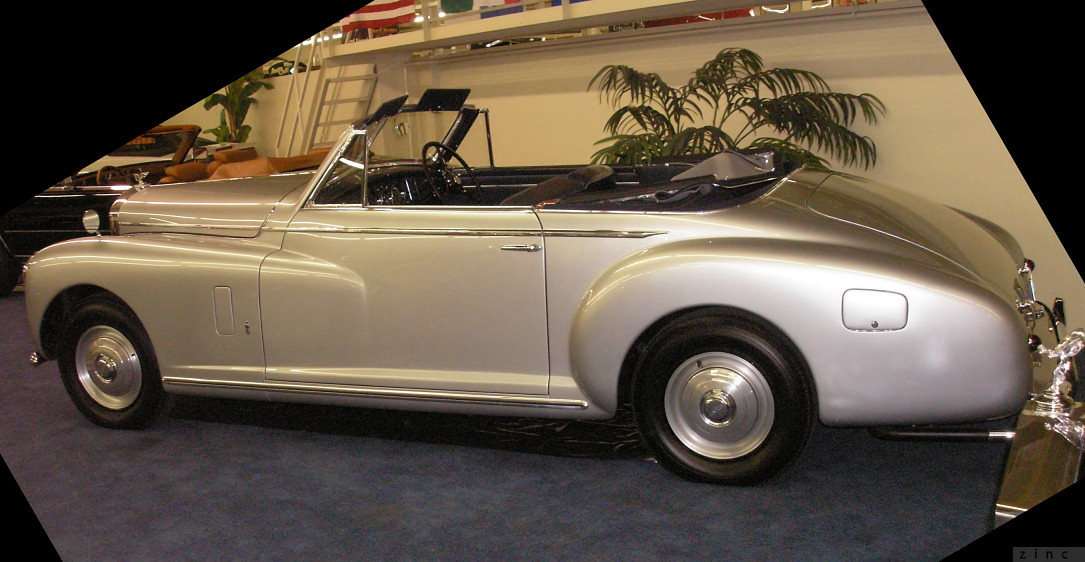
1949 Bentley Mark VI с кузовом открытое купе производства Pininfarina
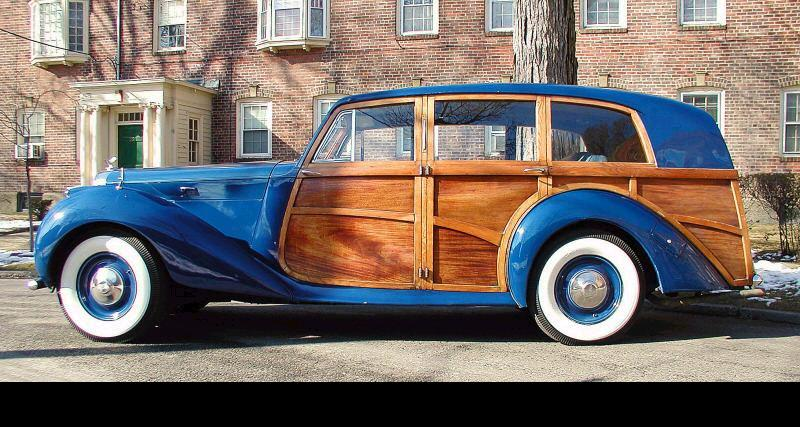
1950 Bentley Mark VI  с кузовом седан производства Rippon Bros
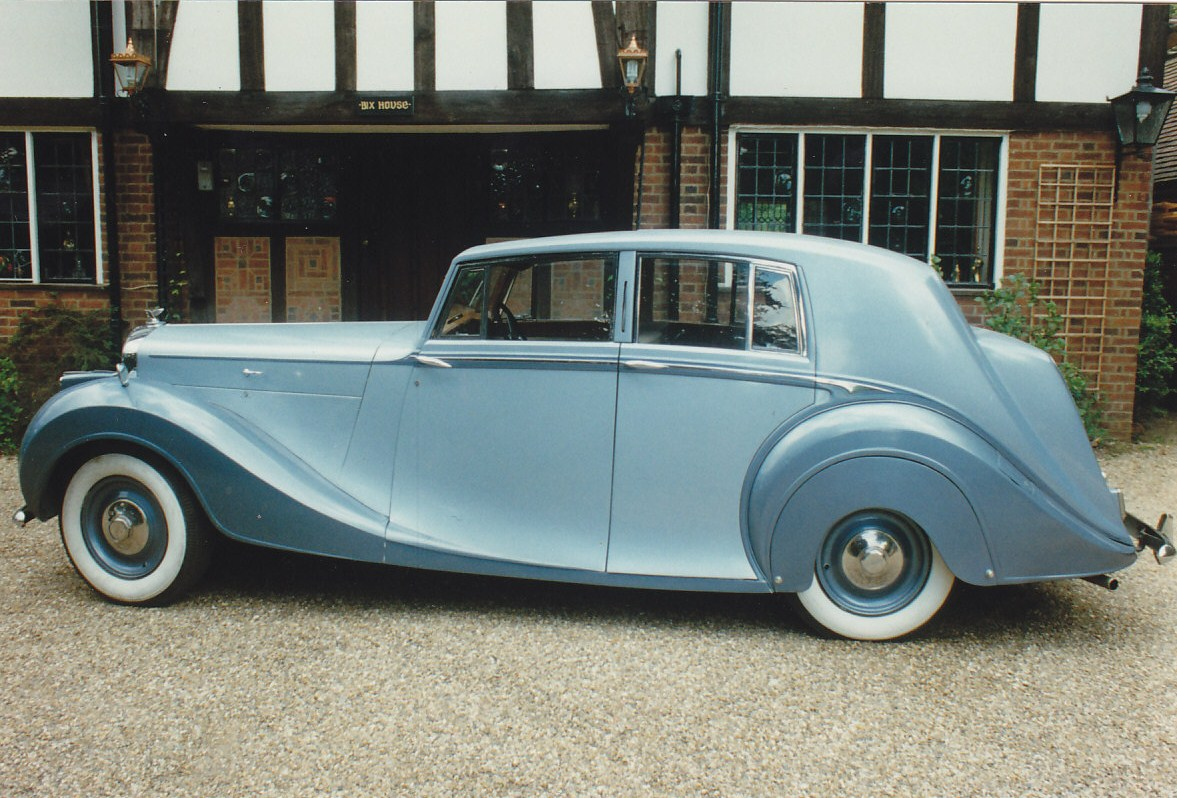
1950 Bentley Mark VI с кузовом седан производства  Hooper
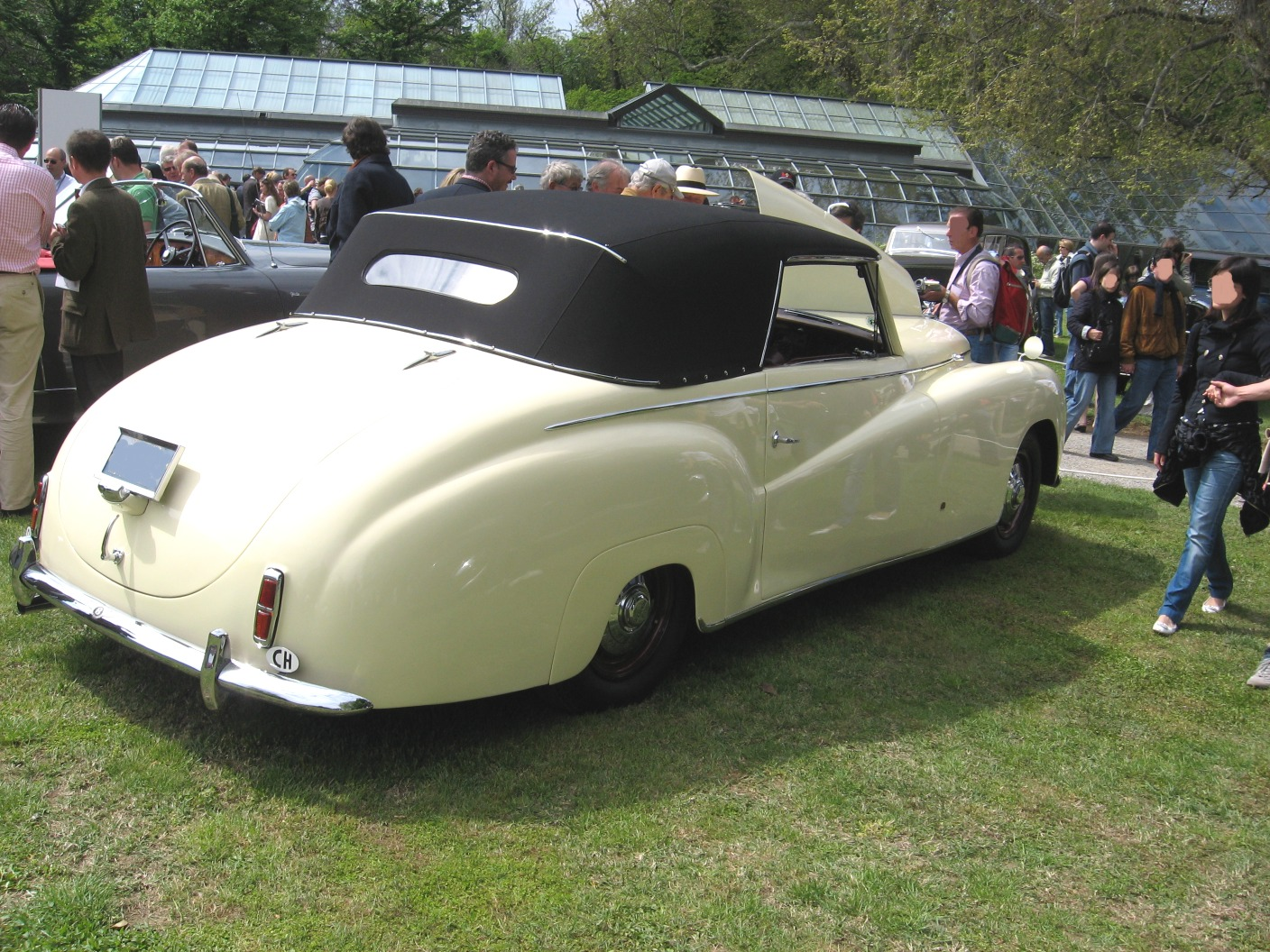
1949 Bentley Mark VI с кузовом открытое купе производства Worblaufen
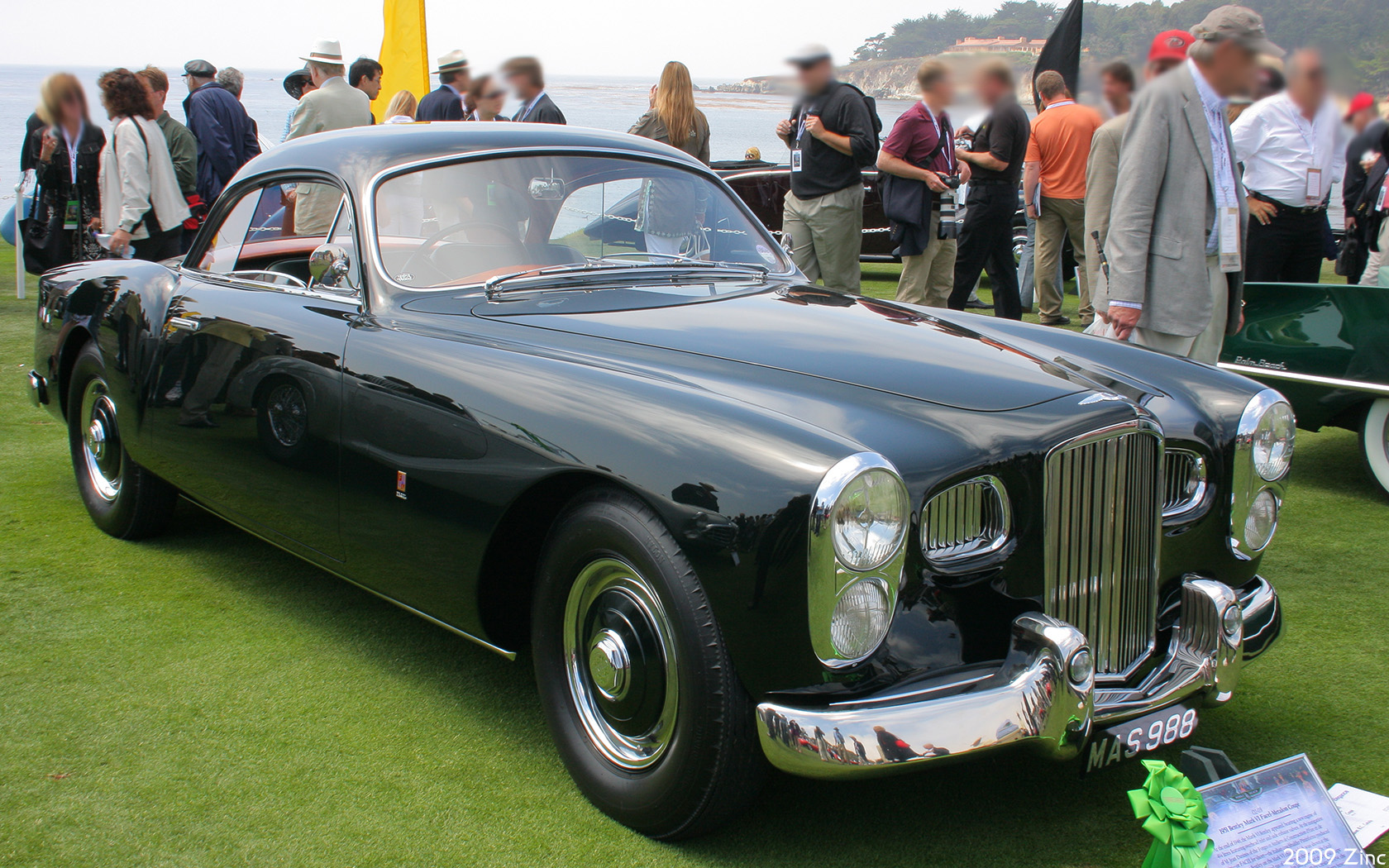
1951 Bentley Mark VI с кузовом купе производства Facel